# コモドア・レコード
コモドア・レコード（Commodore Records）は、かつて存在したアメリカ合衆国の独立系ミュージック・レーベルである。
ニューヨーク市マンハッタンにあったコモドア・ミュージック・ショップのオーナーの、ミルト・ゲイブラーによって1938年に、当時はレコード店の別部門として、設立されたジャズ・レコード・レーベルであり、スウィング・ジャズ、ディキシーランド・ジャズ（エディ・コンドンやピー・ウィー・ラッセル等）を専門としていた。代表的な音源としてビリー・ホリデイの「Strange Fruit（奇妙な果実）」がある。現在はユニバーサル ミュージック グループの傘下、ヴァーヴ・レコードが主宰しているヴァーヴ・ミュージック・グループが音源を持っている。

## 沿革
- 1938年 ミルト・ゲイブラーによって、コモドア・ミュージック・ショップの別部門として設立。
- 戦後 ゲイブラーは米デッカ・レコードに移り、コモドアはその傘下に入る。
- 1950年代半ば 活動を停止する。
- 1962年 デッカがMCAレコードに買収される。
- 1995年 親会社のMCAがシーグラムに買収され、翌年にユニバーサル ミュージックと改名する。
- 1998年 シーグラムがポリグラムを買収し、ユニバーサル ミュージックに統合、これに伴い、デッカのジャズ部門を含めた、シーグラム(MCA)系のジャズ・レーベルがヴァーヴ・レコード系列に入り、翌年1月にヴァーヴ・レコードはヴァーヴ・ミュージック・グループとして中枢となり、コモドアはこの一部になる。

## 主なアーティスト
- エディ・コンドン
- コールマン・ホーキンス
- ビリー・ホリデイ
- レスター・ヤング
- ピー・ウィー・ラッセル
- ワイルド・ビル・デヴィソン
- チュウ・ベリー
- ウィリー・ザ・ライオン・スミス
- ボビー・ハケット
- ジャック・ティーガーデン